# ソニックフロンティア
『ソニックフロンティア』（Sonic Frontiers）は、セガより2022年11月8日に発売されたゲームソフトで、ソニックシリーズの一作。対応機種はPlayStation 5、PlayStation 4、Nintendo Switch、Xbox Series X/S、Xbox One、PC（Xbox Series X/S、Xbox One、PCはダウンロード版の販売のみ）。
発表当時は「ハイスピードで自由に駆け回るアクションアドベンチャー」と銘打たれていたが、のちに「縦横無尽な新境地アクションアドベンチャー」に変更された。プレイヤーはソニックを操作し、密林、滝、砂漠など、さまざまな風景が広がるスターフォール諸島を駆け抜け、敵と戦う。日本語版のキャッチコピーは当初は「風が運ぶは、声なき声。」であったが、のちに「走り続けなければ、その“想い”には辿り着けない。」に変更された。
対応言語数は、前作ソニックフォースより多い、12言語となっている。
本作のエンディングテーマとして、日本のロックバンド「ONE OK ROCK」の楽曲「Vandalize」が起用された。

## 開発
『ソニックフォース』のリリース後、ソニックチームはソニックシリーズの次回作に向けて複数のアプローチを模索し始めた。ソニックチームは、来るシリーズ30周年を祝うだけでなく、現代のソニックゲームがどうあるべきかを定義し、次の10年に向けたシリーズの方向性を固めようとした。ソニックチームの代表であり、ソニックシリーズのプロデューサーでもある飯塚隆は、『ソニックアドベンチャー』が20年もの間、後続のゲームに模範を示し続けたように、ソニックの次回作が今後のゲームに影響を与えることを望んでいた。
2019年3月までに開発が始まり、同月にセガはシリーズの「次のステップ」を決定するためのファンアンケートを開始した。『ソニック カラーズ』『ソニック ロストワールド』『ソニックフォース』のディレクターを務めた岸本守央が再び本作のディレクターを、『ソニック ワールドアドベンチャー』『ソニック カラーズ』『ソニック ロストワールド』でアートディレクターを務めた川村幸子がプロデューサーを担当する。また、アーチー・コミックとIDWパブリッシングから出版されているソニック・ザ・ヘッジホッグのコミックや、ソニックトゥーン（アニメ版）の一部エピソード（シーズン2中の2話分）を執筆したイアン・フリンが脚本を担当している。音楽については近年のソニックタイトルで多くサウンドディレクターを務める大谷智哉が本作においてもサウンドディレクターを担当している他、『ソニックアドベンチャー』シリーズや『ソニックと暗黒の騎士』の作曲家である瀬上純も楽曲制作に貢献しているが、大谷によると作曲や演奏という形では、瀬上は関わってはいないという。また、大谷によると、大谷以外のベテランのコンポーザーや、ソニックシリーズの楽曲制作を初めて担当する、セガの次世代コンポーザーも制作に加わっている。音楽制作スタッフの詳細については#音楽を参照。本作に限らず、セガでは開発段階において外部評価によるテストプレイなど、タイトルの質を向上させるために分析を実施している。

## リリース
セガはソニックシリーズ30周年に合わせて2021年に本作を発売する予定であったが、品質向上のために1年延期した。本作は2022年11月8日にPlayStation 5、PlayStation 4、Nintendo Switch、Xbox Series X/S、Xbox One、PCに向けて世界同時発売された。2022年6月8日（日本時間）に行われた31周年記念番組において、ゲーム本編の前日譚となる内容の短編映像「ソニックフロンティア プロローグ」が本作の発売前に公開が予定されていることが明かされた。映像は「ソニックフロンティア プロローグ：Divergence（分岐）」を正式なタイトルとして公開された。また、この映像作品とは別に、特別コミック「ソニックフロンティア プロローグ：Convergence（収束）」が公開された。

### マーケティング
セガは、2021年5月28日（日本時間）に行われた30周年記念番組の最後に、ソニックが森を駆け抜けるティザートレーラーを公開した。飯塚氏は後に、「このゲームのティザーの公開は時期尚早だと感じるが、30周年であること、ソニックチームが『ソニックフォース』の発売以降ゲームを発表していないことを考えると必要なことだったと考えている」と語った。セガは2021年11月に「ソニックフロンティア」という名前を商標登録し、翌月の「The Game Awards 2021」で発表した。2022年6月中、ゲームニュースサイトIGNによって本作の最新情報が次々と独占公開された。また、2022年8月24日に開催された「gamescom Opening Night Live 2022」にて、本作の新映像を公開し、発売日が2022年11月8日であることを発表した。2022年12月15日にはNintendo Switch版限定で本作の無料体験版の配信が開始された。2023年には本作の無料大型アップデートが予定されており、アップデート内容にはプレイアブルキャラクターや新規シナリオの追加も含まれている。

## ストーリー
スターフォール諸島に眠る古代文明の超テクノロジーを狙うDr. エッグマンは、その技術の中枢である「電脳空間」に制御用AIを侵入させ、島の機能を目覚めさせる。エッグマンは目的を果たしたかに見えたが、制御用AIは突然想定外の動作を始め、エッグマンは電脳空間に吸い込まれてしまう。
一方、ソニック、エミー、テイルスの3人は、カオスエメラルドの反応を追って、スターフォール諸島に向かっていた。島の上空にさしかかったその時、突然トルネード号にトラブルが発生。空に開いた時空の穴に吸い込まれ、ソニックは仲間たちとはぐれてしまう。
気が付くとソニックは不思議な空間「電脳空間」に放り出されていた。なんとか電脳空間から脱出したソニックは、スターフォール諸島の島のひとつ「クロノス島」で目を覚ます。
どこからか語り掛けてくる謎の声に導かれ、ソニックははぐれた仲間たちを探すために走りだす。

## スターフォール諸島
今作の舞台となるスターフォール諸島（Starfall Islands）は、古代文明が眠る未知の島々であり、次の5つの島からなる。
クロノス島 / Kronos Island
スターフォール諸島の中で、ソニックが最初にたどりつく島。雨の多い、草原が広がる島で、大きな滝や空中に浮かぶ巨大な浮遊塔などが特徴的。住居のような遺跡が点在しており、古代人たちがかつて居住区としていた島のようだ。
アレス島 / Ares Island
スターフォール諸島2つ目の島。砂漠と岩山に覆われた荒涼とした島で、巨大な砲台や防御壁が残されており、かつては古代人の防衛拠点だったと思われる。時折り砂嵐が吹き荒れる過酷な環境には暑さに強いサボテンなどが育ち、ところどころにオアシスも存在する。
カオス島 / Chaos Island
火山と複数の島で構成された、雲海に浮かぶ島。古代人のテクノロジーを集めた研究施設が残されている。
レイア島 / Rhea Island

ウラノス島 / Ouranos Island

## 登場キャラクター
ソニック・ザ・ヘッジホッグ / Sonic the Hedgehog
声 - 金丸淳一
本作の主人公。走ることなら誰にも負けない、世界最速にして超音速のハリネズミ。カオスエメラルドを追ってスターフォール諸島を訪れた。はぐれてしまった仲間たちを探すため、どこかから語り掛けてくる謎の声に導かれ奔走する。
本作では過去作での出来事について言及する場面が多くなっている。
エミー・ローズ / Amy Rose
声 - 川田妙子
ソニックを一途に追いかける、元気いっぱいで心優しい女の子。体を電脳空間に捕らわれ、触れることのできない「電脳体」になってしまう。電脳体になったことでココ達と会話ができるようになり、困っているココを手助けする。
アップデートで追加されたアナザーストーリー「超・完全決戦」では、プレイアブルキャラクターとして使用可能。
マイルス “テイルス” パウアー / Miles “Tails” Prower
声 - 広橋涼
ソニックにあこがれる天才的メカマニア。操縦していたトルネード号に異常が発生、ソニックたちとともに電脳空間にのみこまれて行方不明になってしまう。
アップデートで追加されたアナザーストーリー「超・完全決戦」では、プレイアブルキャラクターとして使用可能。
ナックルズ・ザ・エキドゥナ / Knuckles the Echidna
声 - 神奈延年
パワー自慢の熱血漢で、ソニックの良きライバル。
アップデートで追加されたアナザーストーリー「超・完全決戦」では、プレイアブルキャラクターとして使用可能。
ビッグ・ザ・キャット / Big the Cat
声 - 長嶝高士
寝ること、食べること、ルアーフィッシングが趣味の大きなネコ。紫コインと引き換えに、ソニックに釣り竿を貸してくれる他、参加賞として釣果に応じた数のトークンをくれ、集めたトークンやゴールドカードをビッグが見つけたお宝（ゲーム進行を有利にするアイテム）と交換してくれる。釣り場（後述）にて登場する。
アナザーストーリーのサブイベントでは、何故ビッグがスターフォール諸島の釣り場にいるのかについて言及されている。
ココ / Koco
声 - 大津愛理
スターフォール諸島に住む不思議な生き物で、コロコロ転がりソニックについてくる。その正体は、太古の昔にカオスエメラルドと共にスターフォール諸島に降り立った古代人（異星人）が持っていたお守りに古代人の魂が宿った物で、それぞれ想いを果たすと魂が抜け出て動かなくなる。
長老ココ / Elder Koco
ココ達を治める長老。迷子のココたちを探しており、見つけて長老に届けると、ソニックのスピードレベルやリング所持数の上限をアップして、冒険を手助けしてくれる。
仙人ココ / Hermit Koco
仙人の域に達したココ。常に居眠りをしている。あるアイテムを持って会いに行くと、それらをソニックのパワーに変えてくれる。また、長老ココによってパワーアップしたスピードとリングのレベル配分を変更してくれる。
教官王ココ / Master King Koco
アナザーストーリー「超・完全決戦」にのみ登場するココ。巨神の制作をした実質的なトップであり、巨神のパイロット達だったココの教官。教え子たちと共にソニックに試練を与える。
Dr. エッグマン / Doctor Eggman
声 - 中村浩太郎
ソニックの宿敵である悪の天才科学者。自身が開発した最新型のAIを用いてスターフォール諸島に眠る古代人のテクノロジーを乗っ取ろうと企むが、電脳空間に捕らわれてしまう。釣りの交換アイテムとして入手可能なボイスログでは彼の視点から過去の作品を絡めて今回の出来事や調査結果、人物評といった記録を聞くことができる。
セージ / Sage
声 - 林原めぐみ
スターフォール諸島で、ソニックの行く先に現れる謎の少女。ソニックに島を去るよう警告する。その正体は、エッグマンが作った最新型のハッキング用AIが、彼と一緒に電脳空間に捕らわれた際に古代遺跡のテクノロジーの影響により擬人化した物。
 ???
声 - 高島雅羅、大塚芳忠
スターフォール諸島でソニックを導く謎の声。ソニックのことを「解決の鍵」「可能性の原生生物（いきもの）」と呼んでいる。また、ソニックは声のことを「天からの声」などと呼んでいる。その正体は、THE END（ジ・エンド）と呼ばれる宇宙から来た脅威で、自らを"宇宙の秩序を司る調律者であり、裁定者"としている。かつて、スターフォール諸島で暮らしていた古代人達を滅ぼした。
アップデートで追加されたアナザーストーリー「超・完全決戦」では、本編よりも禍々しい真の姿をさらけ出す。

### エネミー
スターフォール諸島を徘徊している。プレイヤーは新しいバトルシステムと能力（後述）を駆使して、これらを倒す必要がある。

#### 神兵
ソルジャー / Soldier
数体で現れてソニックを囲み、鋭い両手突きの攻撃をする。島によって体色や攻撃パターンが異なり、上位タイプは防御形態になったり、強力な攻撃を仕掛けてきたりするようになる。
サイクロン / Cyclone
空中に浮いており、ホーミングアタックでソニックの足場代わりとして利用できるが、時折竜巻を発生させており、その間にホーミングアタックをするとダメージを受けてしまう。
バンガー / Banger
ソニックに向かって突進して攻撃してくる車輪のようなエネミー。ソニックから攻撃を受けると自爆モードに移行し、猛スピードで追いかけてきて反撃する。自爆モード中はパリィで弾くことができる。サイループで囲むことで自爆モードに移行させることなく倒すことも可能。
シェル / Shell
硬い殻に守られている間は攻撃が通じない。距離を離すと殻をブーメランのように飛ばして攻撃してくる。飛んできた殻はパリィで弾くことができる。
バブル / Bubble
無数の球体が集合したエネミー。電撃を発生させてソニックを攻撃する。
ホッパー / Hopper
飛び跳ねながら移動する、バネのようなエネミー。ホーミングアタックでぶつかると上空に打ち上げられてしまう。通常はストンピングで踏みつける以外に倒す手段はないが、ホッパーが攻撃をした直後に発生する隙をついてサイループをすることで、ホーミングアタックで倒せるようになる。
ジェリーフィッシュ / Jellyfish
クラゲのようなエネミー。近づくと子機を放ちながら上空に逃げる。空高くにいる間でないとダメージを与えられない。
スナイパー / Sniper
ソニックを狙って光弾を放つ砲台型のエネミー。接近すると防御形態になる。防御形態は一定以上のダメージを与えるかサイループで解除できる。
キャプチャー / Capture
ソニックを捕獲してカオスエメラルドを奪い去るエネミー。
イーグル / Eagle
空中から高い精度でレーザーを発射してくる。パリィでレーザーを跳ね返すと、ソニックに向けて突進攻撃を仕掛けてくる。
バルーン / Balloon
水風船のようなエネミー。接触するとソニックを内部に閉じ込め、溺れさせようとしてくる。ストンピングを何回か与えないと倒せない。
ウルフ / Wolf
群れで行動するオオカミのようなエネミー。ソニックを取り囲むように出現し、ソニックの周囲を高速回転しながら1体ずつ体当たり攻撃を仕掛けてくる。神兵の中で唯一専用曲が用意されている。

#### 守護神 / Guardian
「神兵」よりも強力な力を持つエネミー。倒すことで電脳空間へと繋がる「ポータル」を開くための重要アイテム「ポータルギア」を入手できる。
ニンジャ / Ninja
ニンジャのような敵で、華麗な攻撃を超スピードで繰り出す。攻撃を防御したり、分身して攻撃してくることもある。改良型上位モデルとしてシノビ （Shinobi）、クノイチ（Kunoichi）、マスターニンジャ（Master Ninja）がいる。さらに、アナザーストーリーではマスターニンジャの強化版「スターニンジャ+ 」（aster Ninja+
タワー / Tower
パーツが何段も積み上げられたような構造の敵で、頭頂部に弱点がある。改良型上位モデルとしてエクスカベイター（Excavator）、 レッドピラー（Red Pillar）、シルバーハンマー（Silver Hammer）がいる。
アシュラ / Asura
 まるで建造物のように巨大な敵。振り下ろしてくる腕を駆け上がることで弱点に到達し攻撃できる。倒し方を工夫することで最大で3つのポータルギアを獲得できる。
スクイッド / Squid
フィールドを遊泳するイカのような敵。長い尾を足場として利用し、本体に追いつくことで攻撃ができる。
スモウ / Sumo
力士のような敵で、電気を帯びたロープで囲まれたリングにソニックを誘い込み、戦いを挑んで来る。巨漢から繰り出される攻撃をかわし、ロープを使ったスリングショットで狙い撃つことで攻撃できる。
ストライダー / Strider
拠点制圧型兵器。周囲の輪のような固定具を利用して、グラインドで中心部のエネルギーコアに近づくことで攻撃できる。
シャーク / Shark
砂の中を遊泳するサメ型の敵。尾びれを掴むことで砂上スキーのフェーズに移行する。
タンク / Tank
カメのような敵。竜巻を発生させソニックを浮き上がらせる。
フォートレス / Fortress
巨大戦艦のような敵。上空からの爆撃をかいくぐり、生成されるレールに乗って追いかけることで攻撃できる。
スパイダー / Spider
4つの足を持つクモ型の敵。足をサイループで囲み破壊することで、スカイダイビングの要領でボディのアーマーを破壊するフェーズに移行する。アナザーストーリーでは改良型上位モデル・スパイダー+（Spider+）が登場する。
キャタピラー / Caterpillar
ダンゴムシのような敵。自身の周囲にレールを生成し、レール上にソニックを拘束してくる。出現する青い光球を弾き返すことで、拘束から脱出し攻撃に転じることができる。アナザーストーリーにはレールフェースが出現しない。
ゴースト / Ghost
普段は柱のようなオブジェに擬態しており、ソニックが調べることで正体を現す。ソニックの所持するリングを少しずつ奪っていく。ゴーストへエネルギーを供給する狼煙をサイループで破壊することでダメージを与えられる。

#### 巨神 / Titan
「守護神」よりも強力な力を持つ、スターフォール諸島の各島のメインシナリオで最後に戦うボス。スーパーソニックでないとまともに戦えない相手であり、各所に散在しているカオスエメラルドを6つ集めてから戦いに挑み、ボスの体のどこかにある「エメラルドエンジン」から7つ目のカオスエメラルドを回収する前半パート、スーパーソニックとなってリングがゼロになる前に巨神に止めを刺す後半パートにわかれている。
アナザーストーリーのサブイベントでは、各巨神の形状の由来について言及されている。
ギガント / Giganto
クロノス島で立ちはだかる巨神。
ワイバーン / Wyvern
アレス島で立ちはだかる巨神。
ナイト / Knight
カオス島で立ちはだかる巨神。
シュプリーム / Supreme
ウラノス島で立ちはだかる巨神。この巨神のみ前半パートはない。

## ゲームシステム

### オープンゾーン
本作は、これまでのソニックゲームのステージクリア型のフォーマットから、ステージをつなぎ、ゲームの進行をコントロールする仕組みである「ワールドマップ」自体に遊びを拡張し、「遊べるワールドマップ」というフィールドに進化させた、次世代のステージクリア型アクションゲームとなっている。「遊べるワールドマップ」には、「バトル」「謎解き」「サイドクエスト」「電脳空間」などさまざまな要素が用意されており、これらはプレイスタイルによって自由な順番で遊ぶことができる。この「遊べるワールドマップ」のことを、本作では「オープンゾーン」と呼んでいる。「ゾーン」という単語は、一般的なステージクリア型ゲームで「ワールド」と呼ばれるものをソニックシリーズのゲームにおいては「ゾーン」と呼ぶことに由来する。従来のいわゆるオープンワールドとは異なり、3Dアクションを自由自在に駆け回ることのできるフィールドで楽しめるものであるために新たに考え出された名称である。

### 謎解き
島に点在する古代文明の遺跡には、さまざまな仕掛けが隠されている。謎解きを示す標識「マップセンサー」の近くにあるギミックを解くと、ソニックの力や防御力を上げるアイテム「チカラの実」「マモリの実」を得られるほか、マップ画面の表示範囲やマップ上のアイコンが解放されて攻略が有利になったり、隣接した攻略済みの謎解き同士を結ぶ「古代レール」が出現し、高速で島を移動可能になることもある。頭の体操的なものからアクションのテクニックを要求するもの、ミニゲーム風のものまで謎解きのバリエーションはさまざまである。また、謎解きにチャレンジすることで冒険が有利になるが、「大謎解き」と呼ばれるものを除いてゲーム攻略に必須ではない。また、各島の謎解きをすべて解くことで解禁される要素も存在する。

### メモリーアイテム
電脳空間に捕らわれ、電脳体となってしまった仲間たちと会話するには、電脳空間と現実世界のチューニングをあわせるためのアイテム「メモリーアイテム」を集める必要がある。メモリーアイテムはオープンゾーンの随所に散りばめられているものを回収する他にも、エネミーを倒した際に確率でドロップするものを入手できる。仲間たちとの会話イベントはストーリーを進める上で必須となるものと、世界観をより深いものとする「サブイベント」に分類される。

### 電脳空間
島に点在する遺跡の中には、古代文明が作り出した「電脳空間」への入り口となっている「ポータル」が存在する。「電脳空間」は超科学がソニックの記憶から作り出した空間であり、従来型スピードランのソニックゲームをプレイできる。電脳空間では「ステージをクリアする」「Sランクタイムでクリアする」「リングを規定数以上集めてクリアする」「レッドスターリングをすべて集めてクリアする」の4つのミッションが課せられ、ミッションを攻略することで、「エメラルドデバイス」に封印されているカオスエメラルドを解放するためのカギ「エメラルドキー」を手に入れることができる。電脳空間の外観は過去のシリーズ作の舞台である「グリーンヒル」「ケミカルプラント」「スカイサンクチュアリ」の3つに、新規の都市ステージ「エターナルハイウェイ」を加えた4種となっている。電脳空間に挑戦するにはアイテム「ポータルギア」を用いて未起動のポータルを修復する必要がある。修復に必要なポータルギアの数はポータルによって異なる。

### クエスト
ストーリー進行上攻略する必要のあるミニゲームで、いずれのものもソニックと仲間たちがスターフォール諸島での冒険を通して出会うココたちが関係するものとなっている。ミニゲームの内容は「ココを1か所に集める」「サイループで雑草を刈る」など様々。一部のクエストは攻略することでカオスエメラルドを入手できる。

### 釣り場
スターフォール諸島のどこかに存在する「紫ポータル」からアクセスできる「釣り場」では、紫コインを消費することでビッグ・ザ・キャットから釣り竿を借りて、のんびり「釣り」を楽しむことが可能。釣り場では様々な魚のほか、シリーズにちなんだオブジェクトや、島の移動を楽にするレアアイテムが釣れることもある。また、釣りをすることで得られる「トークン」を集めると、スキルピースやポータルギア、エメラルドキーなどの攻略する上で重要となるアイテムや、本作の世界観をより深く味わえるアイテムと交換することができる。島ごとに消費される紫コインの数や得られるトークンの数が異なる。また2022年11月15日より配信された無料DLC「モンスターハンターコラボパック」を適用することで、「肉焼き」ミニゲームをプレイすることができる。

### スターフォール
夜になるとまれに発生するイベント。倒した神兵・守護神が復活する他、地面に落ちているスターピースを獲得することでスロットが回転し、結果次第で紫コインを入手できる。
アナザーストーリーでは強化版のスターフォール+が発生し、ココと強化アイテムを大量入手できるチャンスとなる。

### 難易度
本作では「エンジョイ」「チャレンジ」「スリル」の3段階の難易度が存在する。後者ほど難易度が高い設定となっており、ゲーム開始時に設定した後も、ゲーム中のオプションから変更することができる。難易度による変更点は以下の通り。
- エネミーから受けるダメージ量
- 倒した神兵が貴重なアイテム（メモリーアイテム、チカラの実、マモリの実、ポータルギア、エメラルドキー）をドロップする確率[注 11]
- ソニックの能力を強化する際に必要なチカラの実、マモリの実、迷子のココの必要量
- ディレクターズカット（真のエンディング）[注 12]

バージョン1.2.0アップデートでは「エクストリーム (Extreme)」という難易度が追加され、バトルラッシュ全ミッションをSランクでクリアするとアンロックできる。一度スタートすると他の難易度に変更不可。他の難易度との違いは以下の通り。
- 能力強化不可、すべてのステータスはレベル1のまま。
- 一度ダメージ受けると即ミスになる。スーパーソニック状態でも同様。
- エネミーは「スリル」難易度よりさらに強い
- 電脳空間ステージのランク達成条件はより厳しくなる

## バトルシステム
本作では、さまざまなボタン操作を駆使して技を繰り出すバトルを行うことができる。スターフォール諸島に潜むエネミーたちは、これまでのソニックシリーズの敵と異なり耐久力があるため、パリィからのカウンター、敵のガードを崩しての攻撃など、敵の攻撃を見極めより多くのダメージを与えることが必要となり、さらに戦略性のあるバトルができる。

### 予兆
ソニックは敵の攻撃の気配を感じることができる。攻撃の予兆を感じたら、回避したりパリィで反撃したりすることができる。

### ホーミングアタック
対象にターゲットカーソルが表示されているときに自動でホーミングして攻撃する、ソニックの基本技。コンボ技はホーミングアタックからの入力で発動する。ホーミングアタックはエネミーだけでなくスプリングなどのギミックにも行うことができる。

### ホーミングダッシュ / ホーミングブースト
上述のホーミングアタック発動した直後の瞬間、即ちブーストを発動すると、ホーミングアタックはキャンセルされ、代わりにソニックは向いている方向にブーストより速い速度で飛ぶことができる。電脳空間で使うと、場合によってステージの大半をスキップすることができる。
ファンはこの技をホーミングキャンセル（Homing Cancel）、またはマグネットダッシュ（Magnet Dash）と呼ぶことが多いが、公式はこの技をホーミングダッシュ（Homing Dash）と正名した。バージョン1.3.0アップデートによって、ゲーム内のアナウンスではこの技を「ホーミングブースト」として紹介した。
バージョン1.2.0アップデートによって、この技を使って電脳空間ステージをクリアすると、クリアタイムがマーク付き状態になる。それ以外特に変化なし。

### パリィ
ボタン入力をしている間ソニックが構えの姿勢を取る。その状態で攻撃を受けると自動的に攻撃を弾くことができダメージを無効化できる。パリィに成功するとエネミーに隙を作らせることができる他、習得済みである場合カウンター用のスキルを発動させることも可能。一部の攻撃はパリィで弾くことができない。
アップデートで追加されたアナザーストーリー「超・完全決戦」では、途中から「パーフェクトパリィ」へ変更され、攻撃の直前で構えないと攻撃を弾くことができない。

### スキルツリー
神兵を倒したり、島を冒険することで手に入るアイテム「スキルピース」を集めることで、スキルポイントが貯まっていき、スキルポイントを消費することでスキルツリーが解放される。覚えられるスキルの中には、多彩な攻撃コンボをボタン1つで自動的に繰り出すことが可能になる「オートコンボ」が選択可能になるものもある。

### スキル
本作では、バトル系の多彩なスキルが用意されている。スキルツリーの解放によって新しい戦法でバトルが楽しめ、それによって手に入れた「スキルピース」で新たなスキルを解放する、という循環で、バトルをすればするほど多彩なバトルアクションが楽しめるようになる。スキルの中にはストーリー進行の中で自動的に解放されるもの存在する。
アップデートで追加されたアナザーストーリー「超・完全決戦」では、エミー、テイルス、ナックルズ用のスキルが追加された。

#### 共通スキル
サイループ / Cyloop
光の帯を残しながら移動し、囲みを作ることで様々な効果が発動する。エネミーのガードを崩したり、空中に打ち上げるや転倒させるなどで追加攻撃するための隙を作ったり、使い道は様々。戦闘以外にも謎解きなどでも活用でき、何もないところを囲むことでリングやスキルピースなどのアイテムを出現させることもできる。∞マークを作るとしばらくの間ブーストが使い放題になる。
スピンダッシュ / Spin Dash
スピン状態で敵を蹴散らしながら高速移動できるスキル。ブーストゲージを消費するのでエネルギー切るとしばらく使えなくなる。本編ではすべてのアクションチェインチャレンジをSランクでクリアするとアンロックできる。アナザーストーリーではキャラクターによって解放条件が異なり、ソニックは最初から使える状態となり、テイルス、ナックルズ、エミーの場合ではスキルツリーからアンロックすることができる。
この技を使って電脳空間ステージをクリアすると、クリアタイムがマーク付き状態になる。

#### ソニックのスキル
ファントムラッシュ / Phantom Rush
エネミーを連続で攻撃するとソニックのコンボメーターが貯まっていき、コンボメーターが最大になると自動的に発動する。メーターが空になるまで、通常のコンボが残像を発生させるほど高速なコンボ攻撃「ファントムラッシュ」に変化し、スキルの攻撃力が1.2倍になる。
ソニックブーム / Sonic Boom
高速キックで衝撃波を放ち、エネミーに短時間で大ダメージを与える。
エアトリック / Air Trick
ソニックが空中で光をまとっている際にスティックを入力すると、ソニックが空中でトリックをするようになる。トリックをするとスキルポイントのゲージが増加する。
サンダーラッシュ / Wild Rush
空中をジグザグ軌道で移動した後、エネミーに突進するダイナミックな攻撃技。攻撃を避けながらエネミーを強打するスピーディでスタイリッシュなスキル。
ストンピングアタック / Stomp Attack
コンボ中にエネミーの頭上へ大ジャンプし、ストンピングをするスキル。一部の敵はこれで以外では倒せない。
オートコンボ / Auto Combo
習得するとコンボの締めくくり時に自動的に習得済みのスキルが発動するようになる。オートコンボで発動したスキルは補正がかかり、与えられるダメージ量が少なくなる。オートコンボはオプションから無効化できる。
クイックサイループ / Quick Cyloop
エネミー1体の周りを自動的に囲み、高速でサイループを発動させるスキル。ゲージが青色の状態でないと使用できない。エネミーによっては通常のサイループとは違う効果になる。
ホーミングショット / Homing Shot
エネルギー弾を10個生成し、エネミー1体に向けて一気に発射するスキル。
ループキック / Loop Kick
空中で一回転し、エネミーに向けて勢いよくキックを仕掛けるスキル。
スピンスラッシュ / Spin Slash
スピン状態でエネミーに連続攻撃を仕掛けるスキル。エネミーの近くでドロップダッシュをすることでも発動する。
リカバリースマッシュ / Recovery Smash
一部の攻撃でダメージを受け、リングが散らばる前にコマンド入力を成功させると発動するカウンタースキル。発動に成功すると受けるはずだったダメージを無効化できる。
ファイナルスマッシュ / Grand Slam
特定の攻撃をパリィした直後にコマンド入力をすることで発動するカウンタースキル。電脳ケージに囚われたエミーを解放することで習得できる。
トルネードアタック / Cyclone Kick
錐揉み回転しながら連続攻撃を仕掛けるスキル。通常攻撃から派生するコンボの中では最も威力が高い。電脳ケージに囚われたナックルズを解放することで習得できる。
クロススラッシュ / Cross Slash
X型の衝撃波をエネミーに向けて発射するスキル。電脳ケージに囚われたテイルスを解放することで習得できる。

## 他のゲームモード
一度ストーリーモードクリアした後、以下のゲームモードがメインメニュー画面に追加される。
アーケードモード (Arcade Mode)
全ての電脳空間ステージを自由に選択し遊ぶことができるモード。タイム記録はメインストーリーと別として記録される。
バトルラッシュ (Battle Rush)
バージョン1.2.0アップデートで追加された、今まで遭遇した敵がラッシュ形式として連続対戦するモード。
電脳空間チャレンジ (Cyber Space Challenge)
バージョン1.2.0アップデートで追加された、電脳空間ステージがセットコースとして連続プレイすることができるモード。

## アナザーストーリー「超・完全決戦」
アップデートで追加された本編の終盤から派生するストーリーで、エミー、テイルス、ナックルズが新たなプレイアブルキャラクターとして使用可能になる。
本編の最後の舞台となるウラノス島に、アナザーストーリーへ行く事ができるゲートリングが出現し、通る事でストーリーが始まるが、通ると本編のストーリーへ戻れなくなる。
本編クリア後のプレイを想定しているため、難易度は本編よりも高い。また、古代人がソニックに力を貸すかを見定めるという設定で「試練」という要素が追加されている。ここでは、ソニックのステータスやスキルなどが固定化された状態でエネミーとのバトルを課され、その状態でクリアしなければならない。
2023年12月7日のアップデートパッチver.1.41にて、このモードの難易度調整ならびにソニック以外のプレイアブルキャラクターの操作性見直しが行われた。これについては一部ユーザから難易度を下げても難しいという声が挙がっていたことが背景にあったのではないかとみるメディアもある。

## 音楽
前作『ソニック フォース』に続き、本作においてもサウンドディレクターを務める大谷智哉は本作のメインテーマ「I'm Here」の他、オープンゾーンBGM、守護神戦BGM、電脳空間BGMなど本作で使用される様々な場面のBGM制作を担当している。『ソニックアドベンチャー』を始めとした過去のシリーズ作を多く手掛ける床井健一は守護神戦BGM、クエスト中のBGMを担当。『スペースハリアー』や『アウトラン』などを手掛けたベテランのコンポーザーであるHiroはハッキングミニゲーム（シューティング）BGM、ピンボールミニゲームBGMを担当。シリーズ作を初めて担当する相馬琳太郎、水野健治、小国奏音は電脳空間BGMを担当。2006年に発売された『ソニック・ザ・ヘッジホッグ』以降、シリーズの劇半を中心に担当する江口貴勅が本作の劇半を担当している。

### テーマ曲

#### メインテーマ
「I'm Here」
作曲・編曲：大谷智哉／ストリングスアレンジ：江口貴勅／ボーカル・作詞：Merry Kirk-Holmes (To Octavia)
本作メインテーマであり、スーパーソニックVSシュプリーム専用バトルテーマ。オーストラリアのオルタナティブ・メタル・バンド「To Octavia」のシンガーであるMerry Kirk-Holmesを起用した楽曲。本作のサウンドディレクター大谷智哉による作曲。

#### エンディングテーマ
「Dear Father」
作詞：nana hatori／作曲：大谷智哉／編曲：江口貴勅／ボーカル：Quinn Barnitt
スタッフロールで流れる一つ目のエンディングテーマ。とある人へのメッセージとして...？
「Vandalize」ONE OK ROCK（ワーナーミュージック・ジャパン／フュエルド・バイ・ラーメン）
本作とONE OK ROCKのタイアップ楽曲であり、二つ目のエンディングテーマ。同バンドのアルバム「Luxury Disease」に収録。オリジナル版の歌詞には卑語を含むため、本作収録版では該当箇所の歌詞が変更されている。
「One Way Dream」
作詞：nana hatori、大谷智哉／作曲・編曲：大谷智哉／ボーカル：Nathan Sharp
難易度スリル以上で本編クリアすると上述のVandalizeの代わりに流れる真エンディングテーマ。大谷によると、ソニックチームとしてのメッセージも込められている。
「I'm with you - Vocal ver.」
作詞：nana hatori／作曲：大谷智哉／編曲：江口貴勅／ボーカル：Gaby Borro
アナザーストーリークリアした後、上述のDear Fatherの代わりに流れるグランドエンディングテーマ。メインストーリーディレクターズカット（スーパーソニック&シュプリームVSジ・エンド）専用バトルテーマ「I'm with you」のボーカルアレンジ。

#### 巨神バトルテーマ
「Undefeatable」
作詞：Tyler Smyth、Julian Comeau、Kellin Quinn／作曲・編曲：大谷智哉／ボーカル：Kellin Quinn (Sleeping with Sirens)／ギター・編曲協力：MEG
スーパーソニックVSギガント専用バトルテーマ。
「Break Through It All」
作詞：Tyler Smyth、Julian Comeau、Kellin Quinn／作曲・編曲：大谷智哉／ボーカル：Kellin Quinn (Sleeping with Sirens)／ギター・編曲協力：MEG
スーパーソニックVSワイバーン専用バトルテーマ。
「Find Your Flame」
作詞：Tyler Smyth、Julian Comeau、Kellin Quinn／作曲・編曲：大谷智哉／ボーカル：Tyler Smyth (Dangerkids)、Kellin Quinn (Sleeping with Sirens)／ギター・編曲協力：MEG
スーパーソニックVSナイト専用バトルテーマ。ソニックフォースのキャラクターソング「Infinite」といくつの相似点あり。
「I'm Here - Orchestral ver.」
作曲：大谷智哉／編曲：大谷智哉・江口貴勅
スーパーソニックVSジ・エンド（アナザーストーリー）第一形態専用バトルテーマ。メインテーマ「I'm Here」のアレンジ。
「I'm Here - Revisited」
作曲・編曲：大谷智哉／作詞：Merry Kirk-Holmes／ボーカル：Kellin Quinn (Sleeping with Sirens)／ギター：MEG
スーパーソニックVSジ・エンド（アナザーストーリー）第二形態専用バトルテーマ。メインテーマ「I'm Here」のアレンジ。

#### キャラクターテーマソング
「Maybe If...」
作詞：nana hatori／作曲・編曲：大谷智哉／ボーカル：Gaby Borro
エミーのテーマソング
「Blood Flow」
作詞：nana hatori／作曲・編曲：大谷智哉／ボーカル：Gaby Borro
ナックルズのテーマソング
「Another Passage」
作詞：nana hatori／作曲・編曲：大谷智哉／ボーカル：Gaby Borro
テイルスのテーマソング
「Second Wind」
作曲：大谷智哉／編曲：大谷智哉・江口貴勅
ソニックのテーマソング

## 関連商品
- ソニックフロンティア 超音速プレイングガイド
  - 2022年、KADOKAWA Game Linkage発行、ISBN 978-4-04-733644-5。
- Sonic Frontiers Original Soundtrack Stillness & Motion
  - 本作のサウンドトラックCD。150曲収録。全6枚組。
- Sonic Frontiers Expansion Soundtrack Paths Revisited
  - 本作のエキスパンションサウンドトラックCD。全2枚組。アップデートで使用されたBGM、または上述ボーカルテーマソングのインストVer.を収録予定。

## 評価・受賞歴

### 受賞
- 日本ゲーム大賞2022 - フューチャー部門[49][50][51]
- PlayStation Game Music大賞2022
  - Spotifyストリーミング部門 『Sonic Frontiers - Main Theme EP』 第9位[52]
  - 特別賞 『Sonic Frontiers - Main Theme EP』 アトラクティブサウンド賞[52]
- ファミ通・電撃ゲームアワード2022 - アクションアドベンチャー部門 最優秀賞[53][54]
- CEDEC AWARDS 2023 - サウンド部門 優秀賞[注 18][55]
- 日本ゲーム大賞2023 - 年間作品部門 優秀賞[56][57]
- PlayStation Partner Awards 2023 Japan Asia - PARTNER AWARD[58]